# Makhtesh

Makhtesh Ramon em Israel

Um makhtesh (em hebraico: מַכְתֵּשׁ, plural: מַכְתְּשִׁים - Makhteshim) é um acidente geográfico geológico considerado  exclusivo do deserto de Negueve, em Israel e na Península do Sinai. Embora conhecido como "crateras" (uma leitura literal do hebraico, e devido à semelhança visual), estas formações são mais bem descritas como cirques de erosão (reculée). Um makhtesh tem paredes íngremes de rocha resistente em torno de um vale profundo fechado, que é geralmente drenado por um barranco único. Os vales têm limitado a vegetação e o solo, contendo uma variedade de diferentes pedras coloridas e uma diversificada fauna e flora que têm sido protegidas e preservadas ao longo de milhões de anos. O mais conhecido (e maior makhtesh) é Makhtesh Ramon, no deserto do Negueve, em Israel.